# Abu Bakarr Gaye
Pour les articles homonymes, voir Gaye.
Abu Bakarr Gaye (né le 26 septembre 1951 à Barra et mort le 2 décembre 2010 à Banjul) est un homme politique gambien, ministre de la Santé et des Affaires sociales de la République de Gambie de 2009 à 2010.

## Biographie
Gaye est né le 26 septembre 1951 à Barra, en Gambie. Il a suivi des études de 1960 à 1965 à l'École Maburaka au Sierra Leone. De 1967 à 1968, il poursuit ses études à l'Université Patrice Lumumba à Moscou où il fait l'apprentissage de la langue russe, des mathématiques, de la physique, de la biologie, de la chimie, de l'économie et de l'histoire. De cette même université, Gaye sort diplômé de médecine générale.
Sa carrière professionnelle a commencé en 1974 au sein du ministère de la Santé de la Sierra Leone. En 1977, il rejoint le personnel de la clinique de Basse Santa Su en Gambie. En 1979, il devient médecin en chef de l'hôpital de Bansang en Gambie, où il reste jusqu'en 1981. Il exerce ensuite comme médecin libéral en milieu rural jusqu'en 1997 à Barra. Il travaille à l'hôpital musulman Ahmadiya jusqu'en 2004. En 2009, il retourne à Barra comme médecin libéral.
Le 30 octobre 2009, Gaye est nommé ministre de la Santé et des Affaires sociales par le président Yahya Jammeh. Il succède à Mariatou Jallow,.
Gaye meurt le 2 décembre 2010 à l'Hôpital Royal Victoria Teaching à Banjul.